# Emilio Azcárraga Vidaurreta
Emilio Azcárraga Vidaurreta (Tampico, 2 de março de 1895 – 23 de setembro de 1972), foi um empresário mexicano, magnata das telecomunicações.

## Biografia
Nascido na cidade de Tampico no estado de Tamaulipas em 2 de março , filho dos imigrantes bascos Mariano Azcárraga e Emilia Vidaurreta, estudou na Universidade de San Eduardo em Austin, no (Texas, e começou a trabalhar como vendedor de calçados. Em 1917 fundou uma distribuidora de automóveis que se expandiu por várias cidades do país. Em 1930 inaugurou, na Cidade do México, sua primeira emissora de rádio, a XEW-AM, a qual teve um enorme êxito comercial. 
Em 1941 conseguiu estabelecer sua primeira rede de emissoras, à qual não demoraria  a adicionar outras, como a Rede Azul. Com a fundação dos Estúdios Churubusco introduziu-se na florescente indústria cinematográfica, empresa que não abandonou e que continuou através da organização de uma rede de exibição por todo o país. 
Em 1951 fundou o Canal 2 de televisão e abriu um novo setor de atividade do seu império. Depois de se associar aos canais 4 e 5 de televisão, em 1955,  formou Telesistema Mexicano, gigante das comunicações que no final da década de 1960 já tinha emissoras próprias em várias cidades do continente americano. Um ano depois de sua morte, a fusão das empresas Telesistema Mexicano e Televisión Independiente de México deu lugar à fundação da Televisa.
Cursou o ensino fundamental em Piedras Negras, Coahuila e o ensino médio em San Antonio, Texas e a preparatória em Austin. Aos 17 anos trabalhava em uma loja de sapatos enquanto estudava negócios e economia pela noite. Obteve os direitos de distribuição para uma loja de sapatos em Boston e aos 23 anos, criou a companhia de distribuição "Azcárraga & Copland".
Emilio casou-se com Laura Milmo Hickman (filha de um inglês, Patricio Milmo Vidaurri, e neta de Patricio Milmo O'Dowd, o acionista majoritário do Milmo National Bank de Laredo) e tiveram três filhos: Emilio Azcárraga Milmo, Laura e Carmela. Em 1899 a companhia "Patricio Milmo e Hijos" foi criada para operar como um banco e para investir em atividades tais como ferrovias e minas.